# Harland D. Sanders
Harland David Sanders, mer känd som Colonel Sanders, född 9 september 1890 i Henryville i Clark County, Indiana, död 16 december 1980 i Louisville, Kentucky, var en amerikansk entreprenör som grundade Kentucky Fried Chicken (KFC).
Sanders far dog när Harland var fem år och, eftersom hans mor arbetade, fick han laga mat åt familjen. Han hoppade av skolan efter sjunde klass. När hans mor gifte om sig rymde han hemifrån eftersom styvfadern slog honom. Vid 16 års ålder uppgav han falskt födelsedatum, tog värvning i armén och var stationerad på Kuba. 
Han hade en rad olika jobb. Vid 40 års ålder började han servera kycklingrätter och annan mat för kunder som stannade vid hans bensinstation i Corbin, Kentucky. Eftersom han inte hade någon restaurang på platsen skedde serveringen i hans bostad i anslutning till bensinstationen. Efter hand som hans popularitet växte, flyttade han sin verksamhet till ett motell med restaurang med plats för 142 personer, där han arbetade som kock. Där utvecklade han sitt hemliga recept. 1935 fick han av Kentuckys guvernör hederstiteln Kentucky colonel. 
Efter byggandet av Interstate 75 minskade kundtrafiken till hans restaurang. Han bestämde sig då för att utöka Kentucky Fried Chicken till en franchise. Dave Thomas, grundare av hamburgerkedjan Wendy's, hjälpte till att omorganisera en Kentucky Fried Chicken-restaurang som det inte gick bra för. Han fick restaurangen att gå bättre bland annat genom att förenkla menyn. 
Sanders sålde Kentucky Fried Chicken 1964 för två miljoner dollar. Kontraktet gällde dock inte den kanadensiska verksamheten. Sanders flyttade till Ontario där han kunde fortsätta inkassera franchiseavgifter. Han fortsatte anlitas av företaget som talesperson. Under sin tid i Kanada upprättade han också välgörenhetsorganisationerna Colonel Harland Sanders Trust och Colonel Harland Sanders Charitable Organization.
Sanders dog i Louisville, Kentucky den 16 december 1980. Efter hans död har röstskådespelare porträtterat honom i reklaminslag på radio och tecknade reklamfilmer på TV.

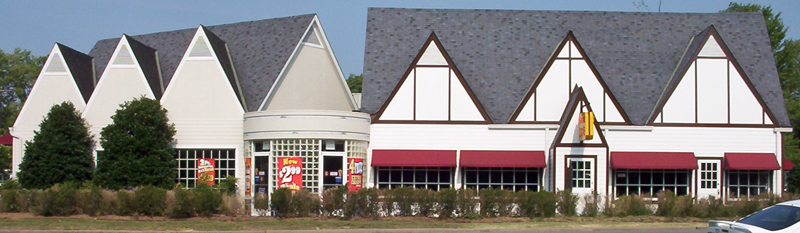
Sanders restaurang där han grundade Kentucky Fried Chicken.
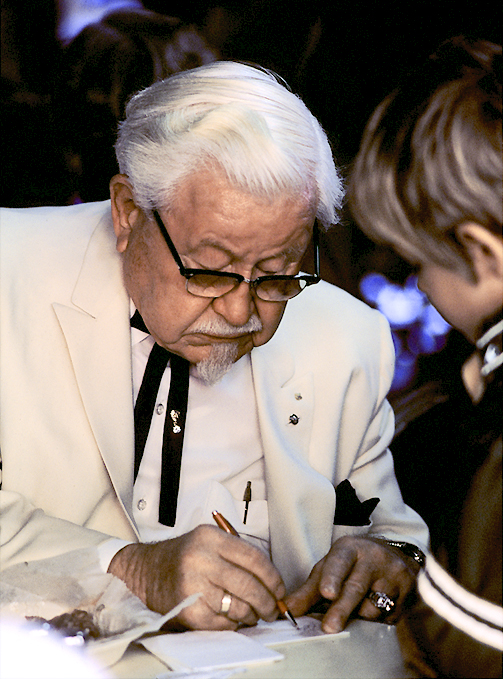
Colonel Harland Sanders, bild från 1970-talet.